# Martin Noel-Buxton, 3. Baron Noel-Buxton
Martin Connal Noel-Buxton, 3. Baron Noel-Buxton (* 8. Dezember 1940 in Surrey; † 1. Dezember 2013 in London) war ein britischer Peer und Politiker (Conservative Party).

## Leben
Martin Connal Noel-Buxton, 3. Baron Noel-Buxton, wurde als ältester Sohn von Rufus Alexander Buxton, 2. Baron Noel-Buxton (1917–1980), und dessen Ehefrau Helen Nancy Connal († 1949), einer Tochter von Colonel Kenneth Hugh Munro Connal, geboren. Sein Großvater war Noel Noel-Buxton, 1. Baron Noel-Buxton (1869–1948), Mitglied des House of Commons und Landwirtschaftsminister unter Premierminister Ramsay MacDonald (1924; 1929–1930). Seine Eltern trennten sich, als er zwei Jahre alt war. Er wuchs zunächst bei seiner Mutter in Schottland auf. Nach dem Tod seiner Mutter – er war gerade acht Jahre alt – kehrte er zu seinem Vater, den er jahrelang nicht gesehen hatte, zurück und lebte bei ihm und seiner Stiefmutter auf dem Familienanwesen in der Nähe von Coggeshall in Essex. Sein Vater und seine Stiefmutter waren beide Alkoholiker.
Noel-Buxton besuchte die Bryanston School und studierte am Balliol College der University of Oxford. Dort absolvierte er den Studiengang Philosophy, Politics and Economics und schloss 1962 als Bachelor of Arts (B.A.) ab. Außerdem erwarb er einen Master-Abschluss in Rechtswissenschaften. 1966 wurde er als Solicitor zugelassen. Er war Direktor (Director) von Central Wagon Co.Ltd. (1975). Er war außerdem Partner der Rechtsanwaltsfirma Speedily Bircham, slrs. Zu seinen Arbeitsschwerpunkten gehörten Handelsrecht und Urheberrecht.
Mit dem Tode seines Vaters erbte er am 14. Juli 1980 den Titel des Baron Noel-Buxton. Sein Vater starb an den Folgen seines Alkoholismus. 
1983 wurde Noel-Buxton nach einer Verurteilung wegen Trunkenheit am Steuer von seinem Arbeitgeber entlassen. 1981 war er erstmals wegen Alkoholismus behandelt worden und wurde anschließend in eine psychiatrische Klinik eingewiesen. Noel-Buxton hatte seit seiner College-Zeit in Oxford regelmäßig exzessiv getrunken und außerdem fortgesetzt Alkohol am Arbeitsplatz konsumiert; eine halbe Flasche Wodka war dabei für ihn üblich. Es folgten zehn Jahre schweren Alkoholmissbrauchs, der nach mehreren Klinikaufenthalten erst im Jahre 1994 endete. Seit Oktober 1994 war er „trockener Alkoholiker“. Mittlerweile hatte Noel-Buxton sein gesamtes Vermögen aufgebraucht. Ende der 1990er Jahre war er ohne Einkommen und arbeitslos. Er musste sich alle zwei Wochen beim Job-Center in Clapham melden.
Über seine Erfahrungen als Alkoholiker und seine Heilung veröffentlichte Noel-Buxton 2010 das Buch Arresting Destruction. Recovery from Alcoholism.

## Mitgliedschaft im House of Lords
Mit dem Erbe des Titels des Baron Noel-Buxton wurde Noel-Buxton am 14. Juli 1980 offizielles Mitglied des House of Lords. Im House of Lords saß er für die Conservative Party. Seine Antrittsrede erfolgte am 26. Februar 1981 im Rahmen der Debatte zu den sog. Companies Bills.
Im Hansard sind insgesamt etwa 30 Wortbeiträge Noel-Buxtons aus den Jahren 1981, 1982, 1985 und 1996 dokumentiert. Am 11. Januar 1996 meldete er sich letztmals zu Wort. Seine Mitgliedschaft im House of Lords endete am 11. November 1999 durch den House of Lords Act 1999.

## Privates und Familie
Noel-Buxton war insgesamt dreimal verheiratet. Am 21. Juli 1964 heiratete er in erster Ehe Miranda Mary Chisenhale-Marsh († 1979), die Tochter von Major Hugo Atherton Chisenhale-Marsh. Die Ehe wurde 1968 wieder geschieden. 1972 heiratete er in zweiter Ehe Sarah Margaret Surridge Barrett. Aus der Ehe gingen zwei Kinder, ein Sohn und eine Tochter, hervor. Die zweite Ehe wurde 1982 geschieden. 1986 heiratete er in dritter Ehe Abigail Marie Granger; aus dieser Ehe ging eine Tochter (* 1989) hervor. Er lebte seit den 1990er Jahren getrennt von seiner Frau.
Im Jahre 2003 lebte er in 26 Tennyson Street, einer Ein-Zimmerwohnung, im Stadtteil Battersea im Stadtbezirk Wandsworth in London. Seine Wohnung hatte er vom Peabody Trust, einer Wohltätigkeitsorganisation für Obdachlose, angemietet. Noel-Buxton starb unerwartet im Alter von 72 Jahren in seiner Wohnung. Die Trauerfeier fand am 19. Dezember 2013 in der St. Thomas’s Church in Upshire in der Grafschaft Essex statt.
Titelerbe ist Charles Connal Noel-Buxton (* 1975), sein Sohn aus zweiter Ehe.